# 田中千秋 (天文観測家)
田中 千秋（たなか ちあき、Chiaki Tanaka、1953年5月24日 - ）は、日本の天文観測家、天体写真家。男性。
関東天文協会理事、神津牧場天文台副台長、大分天文協会顧問など歴任。

## 来歴
大分県生まれ。大分県立大分工業高等学校、1977年駒澤大学法学部卒業。1978年、星クズホイホイ天文同好会を結成。天体写真撮影に力を入れ、天文雑誌の天体写真コンテストに度々入選。1983年より天文雑誌「スカイウオッチャー」に執筆（「ちあきの天体写真教室」「ちあきの天体写真道場」など）、また講演を行う。1993年から同誌のフォトコン選者を務める。1998年5月20日より神津牧場天文台（群馬県甘楽郡）副台長。
2002年、小惑星8397番に"Chiakitanaka"「田中千秋」が命名される（1993年12月8日に仙台市在住アマチュア天文家・大友哲が発見）
。
2019年「全国天文愛好者交流会in東京」実行委員、日本天文愛好者連絡会（JAAA）コンタクトパーソンを歴任。東亜天文学会、日本スペースガード協会、つくば星の会、鴨川天体観測所、上田天体観測所メンバー。

## 著書
- 「図説 天体写真入門」立風書房　1985.8
- 「図説 天体望遠鏡入門」立風書房　1988.9[11]